# Dipterocarpus rigidus
Dipterocarpus rigidus là một loài thực vật có hoa trong họ Dầu. Loài này được Ridl. mô tả khoa học đầu tiên năm 1920.